# Fremskridtspartiet
 Ikke at forveksle med Fremskrittspartiet.
Fremskridtspartiet er et dansk liberalistisk politisk parti. Partiet opstod som en populistisk græsrodsbevægelse omkring stifteren Mogens Glistrup i 1972 og var repræsenteret i Folketinget fra 1973 indtil en splittelse i 1999. Partiet deltog sidste gang i folketingsvalget 2001. Partiets ungdomsorganisation har gennem mange år været Fremskridtspartiets Ungdom.

## Historie
Skatteadvokat Mogens Glistrup blev kendt fra tv-programmet Focus den 30. januar 1971, hvor han fortalte om det gavnlige i at undgå skattebetaling: "Skattesnyderne i dag er at sammenligne med jernbanesabotørerne under besættelsen. De gør et farligt job, men de gør et fædrelandsnyttigt job." Glistrup arbejdede på at komme i Folketinget, i første omgang for et af de gamle partier. Lokalforeningen for det Konservative Folkeparti i Søllerød indstillede ham som kandidat på et medlemsmøde i juni 1971, men beslutningen blev underkendt af partiets kredsbestyrelse i Lyngby. Glistrup stiftede Fremskridtspartiet den 22. august 1972 klokken 14.06 i restaurant Grøften i Tivoli.

### Ideologi
Glistrups populistiske stil gør det vanskeligt at karakterisere Fremskridtspartiet ideologisk i den tid, han ledede det. Partiet er blevet kaldt både ultraliberalistisk og populistisk, men kan også henføres til den amerikanske libertarianske tradition, som Glistrup havde stiftet bekendtskab med under sit studieophold på Berkeley i begyndelsen af 1950'erne. Også partiets senere formand Kim Behnke opfattede den amerikanske samfundsmodel som et ideal. I lighed med libertarianere ønsker partiet en afvikling af al indkomstskat og en begrænsning af statsmagten og dens bureaukrati til et absolut minimum for at sikre den enkeltes frihed. Disse krav er blevet formuleret som "begrænsning af papirvældet" og "sanering af lovgivningen". Partiet var oprindelig tilhænger af EF, men kun det indre marked, ikke den politiske overbygning i det nuværende EU.
Fremskridtspartiet kan også ses som del af en linje af højrepopulistisk eller ultraliberale protestpartier i dansk politik, som kæmpede mod høje skatter, regulering og en voksende offentlig sektor. I 1950'erne og 60'erne blev denne holdning repræsenteret af De Uafhængige, som samarbejdede med Fremskridtspartiet ved valget i 1973, samt af Retsforbundet, der dengang blev opfattet som temmelig højreorienteret. I 1920'erne fandtes Erhvervspartiet samt Selvstyrepartiet, og i 30'erne Bondepartiet.
Efter at den stigende indvandring spillede en rolle i debatten i 1980'erne, tilføjede partiet et krav om stop for indvandring fra de muslimske lande og en hjemsendelse af indvandrerne. Partiet stod dengang ene med krav om at begrænse indvandringen markant, og især Glistrup fremførte det med stor overbevisning. Fra den tid blev partiet forbundet med fremmedfjendskhed af sine modstandere. Ønsket om en hård indvandringspolitik adskiller partiet fra de fleste andre liberalistiske og libertarianske partier og bevægelser.
Ved Fremskridtspartiets 32. landsmøde i oktober 2005 blev det politiske hovedmål "Samfundets og den enkeltes sikkerhed" skrevet ind i vedtægterne, men det havde været et fokus for partiet i hvert fald siden 1985.

### Indtog i Folketinget
Fremskridtspartiet kom i Folketinget for første gang med ikke mindre end 28 mandater ved det såkaldte jordskredsvalg i 1973. På trods af den hurtige succes nåede partiet ikke at opbygge den lokale organisation. Mange medlemmer blev opstillet og valgt uden at have nogen politisk erfaring, og uden at partiet havde nået at vurdere deres politiske holdninger, men der var også lagt op til at partiet skulle være en slags folkebevægelse med frihed til personlige meningsforskelle. Partiets modvilje mod "papirnusseri" bidrog også til en løs organisationsform. Det gav anledning til interne konflikter i både organisatoriske og politiske spørgsmål. Mange gange kom medlemmer i modstrid med partiets linje i afgørende spørgsmål.

### Splittelse, Glistrups fængsling og partiets nedgang
De interne rivninger førte i 1980'erne til en splittelse i to fløje. De blev kendt som "strammere", som ville fortsætte Fremskridtspartiets oprørske linje i Folketinget, og "slappere" der ville lempe på partiets stærke krav for at få realpolitisk indflydelse ved samarbejde med de gamle partier. Den mangeårige skattesag mod Mogens Glistrup og den følgende fængselsdom var også en medvirkende faktor til en dalende tilslutning til partiet.
Ole Maisted, V.A. Jacobsen m.fl. brød med Fremskridtspartiet i foråret 1984 i protest mod partiets linje og dannede gruppen De frie Demokrater, som ikke deltog i folketingsvalg.
Pia Kjærsgaard kom oprindelig i Folketinget som Glistrups stedfortræder under hans fængselsophold, men blev snart til en vigtig repræsentant for "slapper"-fløjen i partiet. I 1983-85, da Glistrup var i fængsel, mistede han meget indflydelse. I 1990 stiftede Glistrup sammen med andre partimedlemmer Trivselspartiet, men han forblev medlem af Fremskridtspartiet, indtil han blev ekskluderet i 1991.
Pia Kjærsgaard og flere andre folketingsmedlemmer forlod Fremskridtspartiet i 1995, efter at hendes fløj kom i mindretal ved en intern afstemning. De stiftede Dansk Folkeparti med en mere midtsøgende skatte- og velfærdspolitik, men også et udpræget nationalistisk program. DF udgjorde derefter en selvstændig folketingsgruppe på 4 medlemmer.
Glistrup vendte tilbage til Fremskridtspartiet i 1999, hvor Trivselspartiet blev nedlagt. Fremskridtspartiet var tæt på at glide ud af Folketinget, men det lykkedes at klare spærregrænsen takket være stemmeslugeren fra Nordjylland, Kirsten Jacobsen. Hun forlod Fremskridtspartiet i 1999 sammen med Kim Behnke og stiftede afviklingsgruppen Frihed 2000.
Samlet set skyldtes de mange splittelser fra 1985 til i dag uenighed mellem slappere og strammere, på det økonomiske og skattepolitiske område, men især uenighed om hvor hård en retorik mod indvandring man skulle føre. Glistrups udtalelser til muslimer blev efterhånden mere og mere provokerende.

### Ude af Folketinget
Efter ny underskriftsindsamling opstillede Fremskridtspartiet ved valget i 2001 uden at komme ind. Interne modsætningsforhold om den politiske linje og en overraskende udskrivning af folketingsvalg medvirkede til et ringe valgresultat.
Mogens Glistrup valgte at forlade Fremskridtspartiet i foråret 2004 i umiddelbar tilknytning til en retssag, som han anlagde mod partiet, og som han tabte. Han blev dog året efter udnævnt til æresmedlem i Fremskridtspartiet i Københavns Amt. I sommeren 2005 genoprettede Fremskridtspartiets hovedbestyrelse Glistrups livsvarige æresmedlemskab med "tilbagevirkende kraft".
Forud for folketingsvalget i 2005 lykkedes det ikke partiet at samle det nødvendige antal vælgererklæringer. Partiet deltog bl.a. i kommunalvalget 2005, hvor partiet stillede op i 14 kommuner og alle regioner. Ingen blev valgt ind i regionsrådene, men Aage Brusgaard blev genvalgt til kommunalbestyrelsen i Morsø, som tidligere var en af partiets højborge og den sidste kommune hvor det var repræsenteret. Ved kommunalvalget i 2009 blev Brusgaard ikke genvalgt.
31. oktober 2006 udtalte den nyvalgte landsformand, Henrik Søndergård, at størstedelen af muslimerne i Danmark skulle smides ud, og at personer fra Dansk Front var velkomne i partiet. 29. december 2006 meddelte den forhenværende landsformand, at han forlod Fremskridtspartiet i protest mod den nyvalgte ledelse, og fremover ville repræsentere Folkebevægelsen Ret- & Velfærd.
På Fremskridtspartiets landsmøde 27. og 28. oktober 2007 blev Ove Jensen, tidligere MF, valgt som ny landsformand. Niels Højland, Ernst Simonsen og Aage Brusgaard sad også i den ny hovedbestyrelse. Ove Jensen var sidst landsformand i en kort periode i 1984.
Efter stifteren Mogens Glistrups død den 1. juli 2008 oplevede partiet en medlemsfremgang på cirka 50. Den 11. juli meddelte partiet at Fremskridtspartiet igen vil forsøge at opstille til folketingsvalg, men det lykkedes ikke at samle underskrifter inden valget i 2011.
I sommeren 2010 førte uenighed til en splittelse i to fraktioner. Niels Højland blev formand for den ene fløj, og Lars Egmose blev formand for den anden. I de følgende år var der således to formænd som begge mente at de repræsenterede samme parti. Egmose-fløjen skiftede i 2013 navn til Frihedspartiet, mens Højland-fløjen fortsatte som Fremskridtpartiet.
Fremskridtpartiet hjemmeside er ikke blevet opdateret med nyheder siden 2016.
I 2022 havde partiet omkring 200 medlemmer, en fremgang på 20-30 medlemmer i løbet af et år, men partiets formand Niels Jørn Højland medgiver, at aktivitetsniveauet ikke er stort: "Jeg skriver ikke længere læserbreve til Herning Folkeblad. Jeg holder bare partiet kørende. Sørger for at vi beholder partibogstavet » Z «".

## Partiformænd
- Ulrik Poulsen, 1974
- Palle Tillisch, 1975-1976
- A. Roland Petersen, 1976-1979
- V.A. Jacobsen, 1980-1984
- Poul Sustmann Hansen, 1984
- Ove Jensen, 1984
- Helge Dohrmann, 1984-1985
- Annette Just, 1985-1986
- Johannes Sørensen, 1987-1993
- Poul Lindholm Nielsen, 1994
- Johannes Sørensen, 1995-1999
- Per Larsen, 1999
- Aage Brusgaard, 1999-2001
- Aase Heskjær, 2001-2003
- Jørn Herkild, 2003-2006
- Henrik Søndergård, 2006-2007
- Ove Jensen, 2007-2009
- Ernst Simonsen, 2009-2010
- Lars Egmose, 2010-2013 (fraktion)
- Niels Højland 2010-

## Valgresultater
| Folketingsvalg | Stemmer | Procent | Mandater |
| -------------- | ------- | ------- | -------- |
| 1973           | 485.289 | 15,9 %  | 28       |
| 1975           | 414.219 | 13,6 %  | 24       |
| 1977           | 453.792 | 14,6 %  | 26       |
| 1979           | 349.243 | 11,0 %  | 20       |
| 1981           | 278.383 | 8,9 %   | 16       |
| 1984           | 120.461 | 3,6 %   | 6        |
| 1987           | 160.461 | 4,8 %   | 9        |
| 1988           | 298.132 | 9,0 %   | 16       |
| 1990           | 208.484 | 6,4 %   | 12       |
| 1994           | 214.057 | 6,4 %   | 11       |
| 1998           | 82.437  | 2,4 %   | 4        |
| 2001           | 19.340  | 0,6 %   | 0        |

### 1970'ernes litteratur om Fremskridtspartiet
De fleste af udgivelserne har en marxistisk optik.
- Johannes Andersen: Fremskridtsbevægelsen, arbejderklassen og venstrefløjen: Et bidrag til analysen af den aktuelle konjunktur, København: Aurora 1977. ISBN 8787534169
- Johannes Andersen: Socialdemokratiet i 70'erne: En bygning slår revner, København: Aurora 1978. ISBN 8787534053
- Niels Arnfred, Håkan Arvisson & Herman Schmid: Småborgerskab og politisk krise i Danmark, symposium på RUC 5.-7. maj 1975. Rapport udgivet på Roskilde Universitetsforlag 1975.
- Fremskridtspartiet: Et højreorienteret protestparti for hvem?, rapport, København: Institut for Samfundsfag 1975.
- C. Jensen m.fl.: "Det danske småborgerskab og krisen", Kontext, 34 (1977).
- Bjarne Villads Larsen: Fremskridtspartiets organisation: En analyse og karakteristik af Fremskridtspartiets struktur under anvendelse af Maurice Duvergers begrebsapparat, Århus 1977.
- Poul V. Nielsen: Fremskridtsarbejderen: Kammerat og fjende, Demos 1977. ISBN 8787337746
- Gunnar Rasmussen: Det småborgerlige oprør, København: Demos 1976. ISBN 8787337703
- Jane Wickmann: Fremskridtspartiet – hvem og hvorfor?, København: Akademisk Forlag 1977. ISBN 8750017640